# Invasioni e conquiste mongole
Le invasioni e conquiste mongole ebbero luogo durante il XIII e XIV secolo e crearono il più grande impero contiguo della storia, l'Impero mongolo (1206-1368), che nel Trecento copriva gran parte dell'Eurasia. Gli storici considerano la devastazione mongola uno degli episodi più mortali della storia. Inoltre, le spedizioni mongole potrebbero aver diffuso la peste bubbonica in gran parte dell'Eurasia, contribuendo a scatenare la peste nera del XIV secolo.
L'impero mongolo si sviluppò nel corso del XIII secolo attraverso una serie di campagne vittoriose in tutta l'Eurasia. Al suo apice, si estendeva dal Pacifico all'Europa centrale. In contrasto con i successivi "imperi del mare" delle potenze coloniali europee, l'Impero mongolo fu una potenza terrestre, sostenuta dalla cavalleria e dal bestiame dei mongoli. La maggior parte delle conquiste e dei saccheggi ebbe di conseguenza luogo durante le stagioni più calde, quando c'era pascolo sufficiente per le mandrie al seguito dell'orda. L'ascesa dei mongoli fu preceduta da 15 anni (1211-1225) di condizioni climatiche umide e calde che permisero condizioni favorevoli per l'allevamento dei cavalli ed aiutarono notevolmente l'espansione di quel popolo nomade.
Quando l'impero mongolo iniziò a frammentarsi (v.si Dissoluzione dell'Impero mongolo), dal 1260, il conflitto tra i mongoli e le comunità politiche dell'Europa orientale continuò per secoli. I mongoli continuarono a governare la Cina nel XIV secolo sotto la dinastia Yuan, mentre il dominio mongolo in Persia persistette nel XV secolo con l'impero timuride. In India, il successivo Impero Mughal sopravvisse fino al XIX secolo.

## Contesto

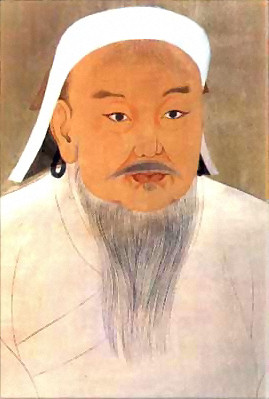
Pseudoritratto di Gengis Khan - Museo Nazionale di Taipei.

All'inizio del XIII secolo, Temujin del clan mongolo Borjigin, futuro Gengis Khan, iniziò a consolidare il suo potere nell'Altopiano della Mongolia, assoggettando o distruggendo le altre etnie nomadi della steppa eurasiatica: turchi, tatari, tungusi, ecc. La fondazione imperiale richiese quasi tutti gli anni di vita del condottiero e venne da lui realizzata tramite una radicale ristrutturazione e riorganizzazione della struttura civile, oltre che militare, della società mongola. La macchina bellica gengiscanide era principalmente composta da truppe di cavalleria dotate di monte apparentemente illimitate il cui allevamento massivo sarebbe stato permesso, stando a studi recenti, da un quindicennio (1211-1225) di condizioni climatiche umide e calde che ingrassarono i pascoli dell'Altopiano.
Nel 1206, Temujin, ora noto come Gengis Khan, venne eletto Khagan di tutti i mongoli dal kuriltai, il concilio politico-militare dell'aristocrazia mongolo-altaica, segnando l'inizio ufficiale dell'Impero mongolo. Il condottiero riversò a questo punto l'orda nomade al di fuori delle steppe natia, verso la Cina a sud e l'Asia centrale ad ovest. I suoi successori proseguirono in questo solco, spingendo le loro armate in Corea, Giappone, nel Sud-est asiatico e nel subcontinente indiano, tanto quanto in Medioriente ed in Europa.
Il potere del primo successore di Gengis Khan, Ögödei Khan (r. 1229-1241), fu incontestato, ma alla sua morte seguirono un quinquennio di reggenza, l'incerto potere del III Khagan, Güyük (r. 1246-1248), un'altra reggenza e infine un ultimo periodo di stabilità sotto il IV Khagan, Möngke Khan (r. 1251-1259).
Mentre le invasioni e le conquiste proseguivano, in alcuni casi alimentando i sogni egemonici di generali e/o congiunti dei gengiscanidi, il sempre più vasto impero, informalmente, fu diviso in distinte entità territoriali:
- Gran Khanato, comprendente Karakorum e la Cina, dove regnarono Tolui, figlio di Gengis, e discendenti;
- Khanato dell'Orda d'Oro, dei territori Kipchak ovvero Asia centro-occidentale, costituito a sua volta dal Khanato dell'Orda Blu e dal Khanato dell'Orda Bianca, e dove regnarono i discendenti di Joci;
- Ilkhanato, dei territori sud-occidentali, compreso l'odierno Medioriente;
- Khanato Chagatai, dei territori nell'Asia centrale, dove vissero l'omonimo figlio di Genghis, Chagatai, e suoi discendenti.

Al tempo di Kublai Khan, nipote di Gengis e V Khagan (r. 1260-1294), in conseguenza della guerra civile toluide (1260-1264) la Dissoluzione dell'Impero mongolo in quattro khanati indipendenti, nominalmente assoggettati al Khagan, divenne permanente, senza però fermare la spinta espansionistica dei mongoli che anzi proseguì sotto la guida di diversi leader.

## Per area geografica

### Asia centrale

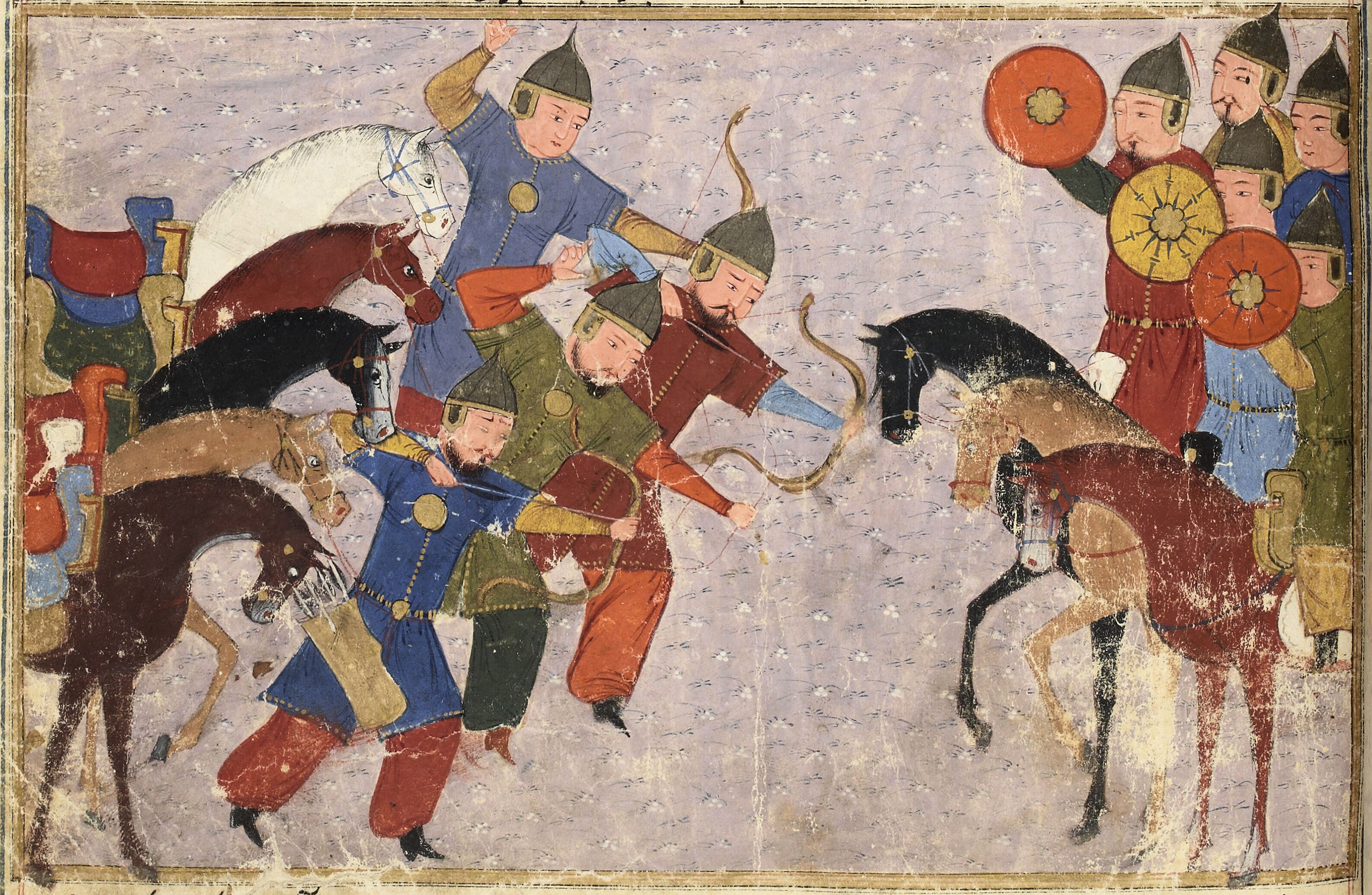
Battaglia di Vâliyân tra i Mongoli e la Dinastia anushtiginide.

Gengis Khan forgiò il primordiale impero mongolo in Asia centrale, iniziando con l'unificazione delle tribù nomadi di Merkit, Tatari, Kereiti, Turchi, Naiman e Mongoli. Il regno buddista uiguro di Qocho si arrese e si unì all'impero. Ha poi continuato l'espansione attraverso la conquista del Kara Khitay e della Corasmia.
Grandi aree dell'Asia centrale islamica e della Persia nord-orientale furono gravemente spopolate, poiché ogni città o paese che resisteva ai mongoli fu distrutto. Ad ogni soldato veniva assegnata una quota di nemici da giustiziare a seconda delle circostanze: es. dopo la conquista di Urgench, ogni guerriero mongolo, in un esercito di forse due tumen (20 000 soldati), dovette giustiziare 24 persone, arrivando ad un totale di quasi mezzo milione di persone per tutto l'esercito.
Contro gli Alani e i Cumani (Kipčaki), i Mongoli usarono la tattica del divide et impera avvertendo prima i Cumani di porre fine al loro sostegno agli Alani, che poi sconfissero, prima di arrotondare i Cumani. Gli Alani furono reclutati nelle forze mongole con un'unità chiamata "Guardia Alana di Destra" che era combinata con soldati "arresi di recente". Mongoli e soldati cinesi di stanza nell'area dell'ex Regno di Qocho e a Besh Balikh stabilirono una colonia militare cinese guidata dal generale cinese Qi Kongzhi (Ch'i Kung-chih).
Durante l'attacco mongolo ai mamelucchi in Medio Oriente, la maggior parte dell'esercito mamelucco era composta da Kipchak, e la fornitura di combattenti Kipchak dell'Orda d'oro riforniva gli eserciti mamelucchi e li aiutava a combattere i mongoli. L'Ungheria finì invece per diventare un rifugio per i Cumani in fuga.
I Kipchak decentralizzati e apolidi si convertirono all'Islam solo dopo la conquista mongola, a differenza dell'entità karakhanide centralizzata che comprendeva Yaghma, Qarluq e Oghuz che si erano convertiti in precedenza alle religioni del mondo.
La conquista mongola dei Kipchak portò a una società mista con classe dirigente mongola e popolazione suddita di lingua kipchak che divenne nota come tartara ed alla fine assorbì armeni, italiani, greci e goti presenti in Crimea formando l'attuale Popolo tartaro di Crimea.

### Asia settentrionale
Nel 1206, Gengis Khan aveva conquistato tutte le tribù mongole e turche in Mongolia e nella Siberia meridionale. Nel 1207, suo figlio maggiore Jochi soggiogò il popolo della foresta siberiana, gli Uriankhai, gli Oirati, i Barga, i Khakas, i Buriati, i Tuvani, i Khori-Tumed e gli Yenisei del Kirghizistan, organizzando poi i siberiani in tre tumen. Gengis Khan ha dato il Telengit e Tolos lungo l'Irtyš quale feudo ad un suo vecchio compagno, Qorchi. Mentre i Barga, i Tumed, i Buriat, i Khori, i Keshmiti e i Baschiri erano organizzati in chiliarchie separate, i Telengit, i Tolos, gli Oirat e gli Yenisei Kirghiz erano contati nei tumen regolari. Genghis creò un insediamento di artigiani e agricoltori cinesi a Kem-kemchik dopo la prima fase della conquista mongola della dinastia Jin. I Khagan prediligevano i girfalchi, le pellicce, le donne e i cavalli kirghisi come tributo.
La Siberia occidentale passò sotto il Khanato dell'Orda d'Oro. I discendenti di Orda Khan, il figlio maggiore di Jochi, governavano direttamente l'area. Nelle paludi della Siberia occidentale, sono state allestite stazioni Yam per slitte trainate da cani per facilitare la raccolta dei tributi.
Nel 1270, Kublai Khan inviò un funzionario cinese, con un nuovo gruppo di coloni, a servire come giudice delle aree del bacino del Kirghizistan e di Tuvan (益蘭州 e 謙州). Il nipote di Ogedei, Kaidu, occupò parti della Siberia centrale dal 1275 in poi. L'esercito degli Yuan sotto il generale Kipchak di Kublai, Tutugh, rioccupò le terre del Kirghizistan nel 1293. Da quel momento in poi la dinastia Yuan controllò vaste porzioni della Siberia centrale e orientale.

### Asia orientale

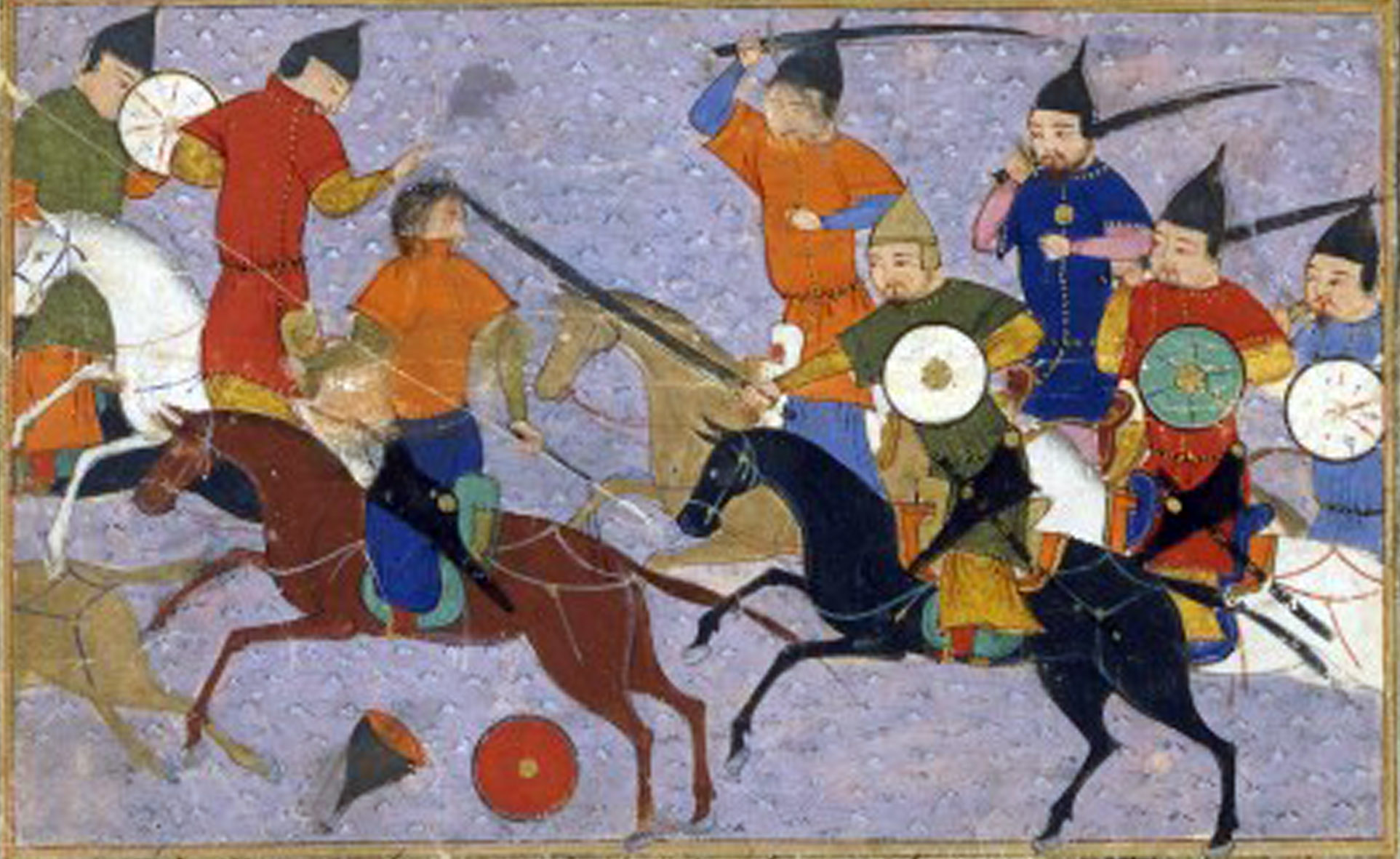
Battaglia di Yehuling tra i Mongoli e la dinastia Jīn.

Gengis Khan ei suoi discendenti lanciarono invasioni progressive della Cina, soggiogando gli Xia occidentali nel 1209 prima di distruggerli nel 1227, sconfiggendo la dinastia Jin nel 1234 e sconfiggendo la dinastia Song nel 1279. Trasformarono il regno di Dali in uno stato vassallo nel 1253 dopo che il re Dali Duan Xingzhi disertò ai mongoli e li aiutò a conquistare il resto dello Yunnan, costrinse la Corea a capitolare attraverso nove invasioni ma fallì nei loro tentativi di invadere il Giappone, le loro flotte disseminati da tempeste kamikaze.

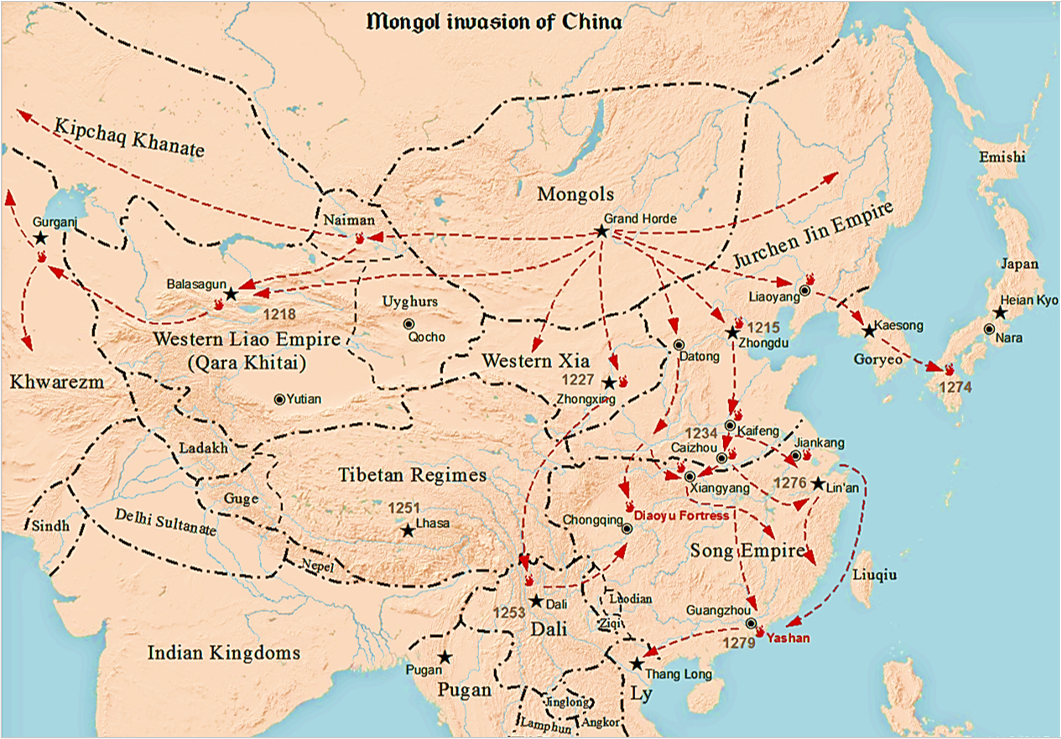
Conquista dei regimi cinesi da parte dell'impero mongolo, inclusi i regni Liao occidentale, Jurchen Jin, Song, Xia occidentale e Dali.

Il più grande trionfo dei mongoli fu quando Kublai Khan stabilì la dinastia Yuan in Cina nel 1271. La dinastia creò un "Esercito Han" (漢軍) dalle truppe Jin disertate e un esercito di truppe Song disertate chiamato "Esercito appena sottomesso" (新附軍).
La forza mongola che invase la Cina meridionale era di gran lunga maggiore della forza che inviarono per invadere il Medio Oriente nel 1256.
La dinastia Yuan istituì l'agenzia governativa di alto livello "Uffici degli affari buddisti e tibetani" per governare il Tibet, che fu conquistato dai mongoli e posto sotto il dominio Yuan. I mongoli invasero anche l'isola di Sakhalin tra il 1264 e il 1308. Allo stesso modo, la Corea (Goryeo) divenne uno stato vassallo semi-autonomo della dinastia Yuan per circa 80 anni.

### Asia meridionale
Dal 1221 al 1327, l'impero mongolo lanciò diverse invasioni nel subcontinente indiano. I mongoli occuparono parti della regione del Punjab per decenni. Tuttavia, non riuscirono a penetrare oltre la periferia di Delhi e furono respinti dall'interno dell'India. Secoli dopo, i Moghul, il cui fondatore Babur aveva origini mongole, fondarono il proprio impero del subcontinente.

### Asia occidentale

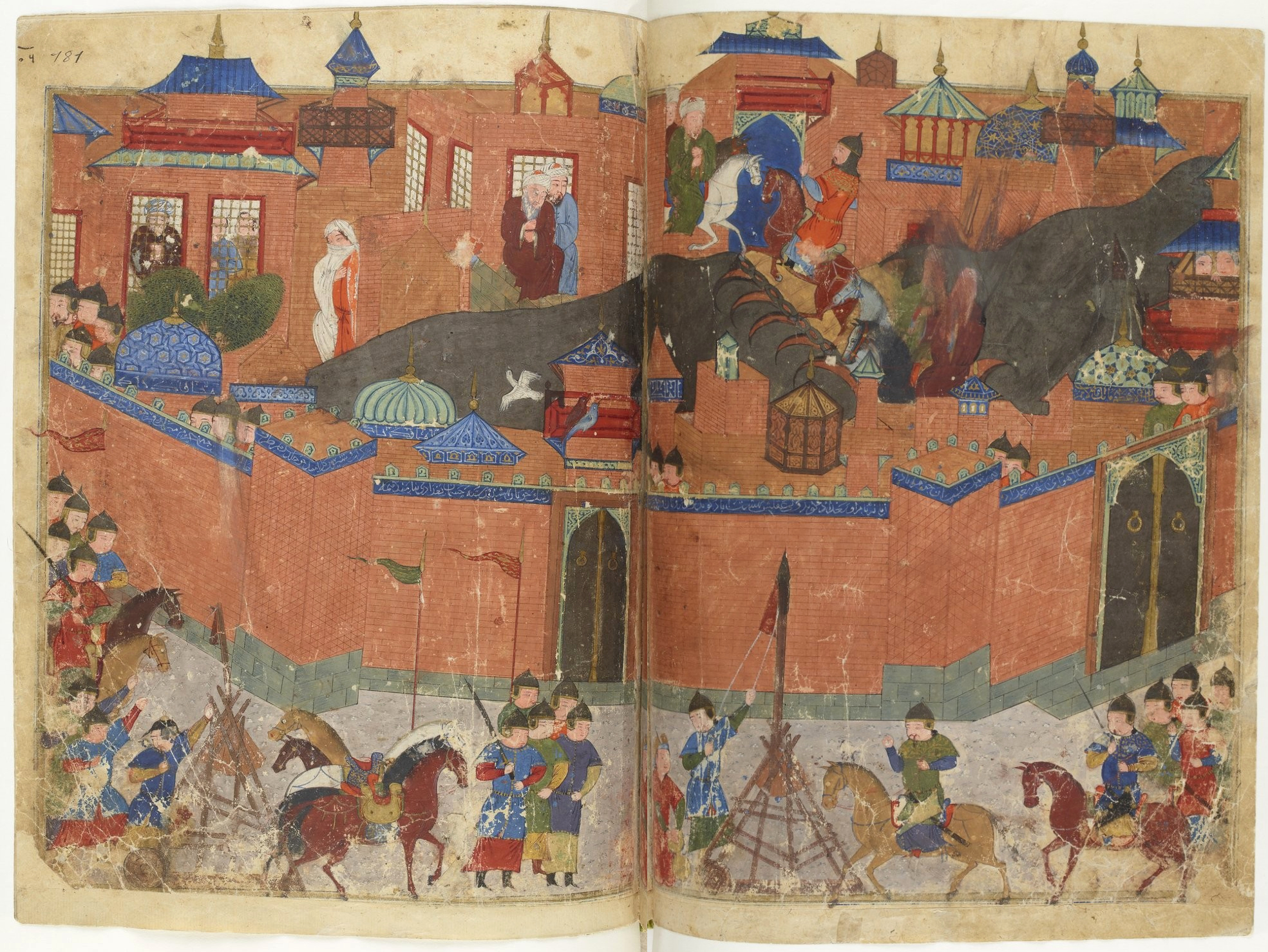
La Presa di Baghdad da parte dei Mongoli nel 1258.

I mongoli conquistarono, con la battaglia o la resa volontaria, le aree degli attuali Iran e Iraq, la regione del Caucaso e parti di Siria e Turchia, con incursioni che raggiunsero a sud la Palestina fino a Gaza nel 1260 e nel 1300. L'impero mongolo entrò così in contatto con gli Stati crociati, convincendoli rapidamente al vassallaggio dato che si propose quale alleato nella lotta contro i potentati musulmani in favore dei quali pendeva ormai l'ago della bilancia nella lotta per il controllo della Terrasanta. Le principali battaglie videro quindi i mongoli scontrarsi con i musulmani: l'assedio di Baghdad, quando i mongoli saccheggiarono la città che era stata il centro del potere islamico per 500 anni, e la Battaglia di Ayn Jalut nel 1260 nella Galilea sud-orientale, quando i Mamelucchi musulmani della dinastia Bahri riuscirono a sconfiggere i mongoli e per la prima volta ne fermarono in maniera risolutiva l'avanzata. Mille squadre di ingegneri cinesi del nord accompagnarono il mongolo Hulagu Khan durante la sua conquista del Medio Oriente.

### Europa orientale e centrale

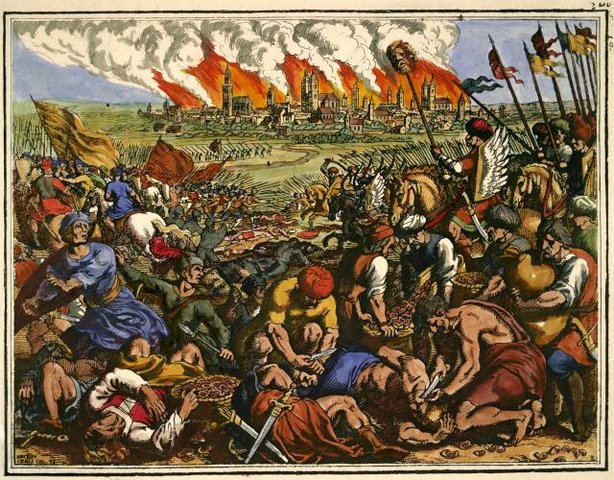
La battaglia di Legnica ebbe luogo durante la prima invasione mongola della Polonia.

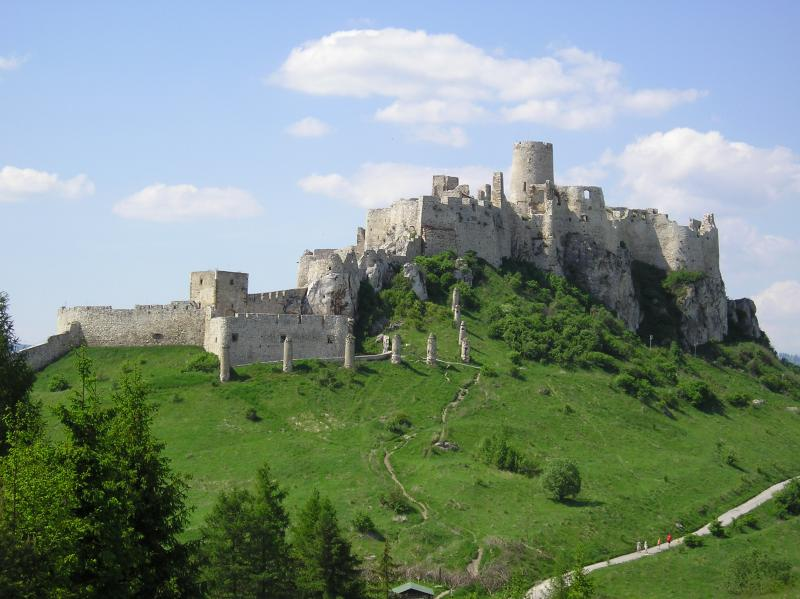
L'invasione mongola nel XIII secolo portò alla costruzione di possenti castelli in pietra, come il Castello di Spiš in Slovacchia.

I mongoli invasero e distrussero la Bulgaria del Volga e la Rus' di Kiev, prima di invadere la Polonia, l'Ungheria, la Bulgaria e altri territori. Nel quadriennio 1237-1240, i mongoli rasero al suolo tutte le principali città della Russia con l'eccezione di Novgorod e Pskov.
Giovanni da Pian del Carpine, inviato di Papa Alessandro IV presso il Gran Khan mongolo, passò per Kiev nel febbraio 1246 e scrisse:
(Historia Mongalorum)
Le invasioni mongole spostarono popolazioni su una scala mai vista prima nell'Asia centrale o nell'Europa orientale. La notizia dell'avvicinarsi delle orde mongole diffuse terrore e panico. Il carattere violento delle invasioni catalizzò ulteriori violenze tra le élite europee e scatenò ulteriori conflitti. L'aumento della violenza nelle regioni dell'Europa orientale colpite è correlato a una diminuzione delle capacità numeriche dell'élite ed è stato postulato come una radice della c.d. "Grande divergenza".

### Sud-est asiatico
La dinastia Yuan di Kublai Khan invase la Birmania tra il 1277 e il 1287, provocando la capitolazione e la disintegrazione del Regno Pagan. Tuttavia, l'invasione del 1301 fu respinta dal regno birmano di Myinsaing. Le invasioni mongole del Vietnam (Đại Việt e Champa) e di Giava portarono alla sconfitta dei mongoli, sebbene gran parte del sud-est asiatico accettò di rendere omaggio per evitare ulteriori spargimenti di sangue.
Le invasioni mongole hanno svolto un ruolo indiretto nella creazione dei principali stati Tai nella regione da parte di Tai migrati di recente, originari della Cina meridionale, nei primi secoli del secondo millennio. I principali stati Tai come Lan Na, Sukhothai e Lan Xang apparvero in questo periodo.

## Conseguenze

### Bilancio delle vittime
A causa della mancanza di documenti contemporanei, le stime della violenza associata alle conquiste mongole variano notevolmente. Escludendo la mortalità per la Peste nera in Europa, Asia occidentale o Cina è possibile che, tra il 1206 e il 1405, siano state uccise tra 20 e 57 milioni di persone durante le varie campagne di Gengis Khan, Kublai Khan e Timur. Il bilancio include battaglie, assedi, la prima guerra biologica e i massacri.

### Pax mongolica
L'impero mongolo era sottoposto a un rigido assolutismo, le tasse erano pesanti e qualunque ribellione era punita con brutali repressioni. La pax mongolica tanto brutalmente imposta ebbe però anche conseguenze positive: la Via della Seta, per esempio, fu riaperta sotto la protezione imperiale, e in generale i traffici, nell'ordine imposto duramente dai Mongoli, fiorirono. Per gli europei i prezzi delle mercanzie asiatiche calarono, e la loro conoscenza del mondo (grazie ai viaggiatori che si recarono nell'impero, come Marco Polo, Giovanni da Pian del Carpine e Guglielmo di Rubruck) migliorò enormemente.

## Cronologia

Le conquiste di Gengis Khan.

Espansione dell'impero mongolo dal 1206 al 1294.

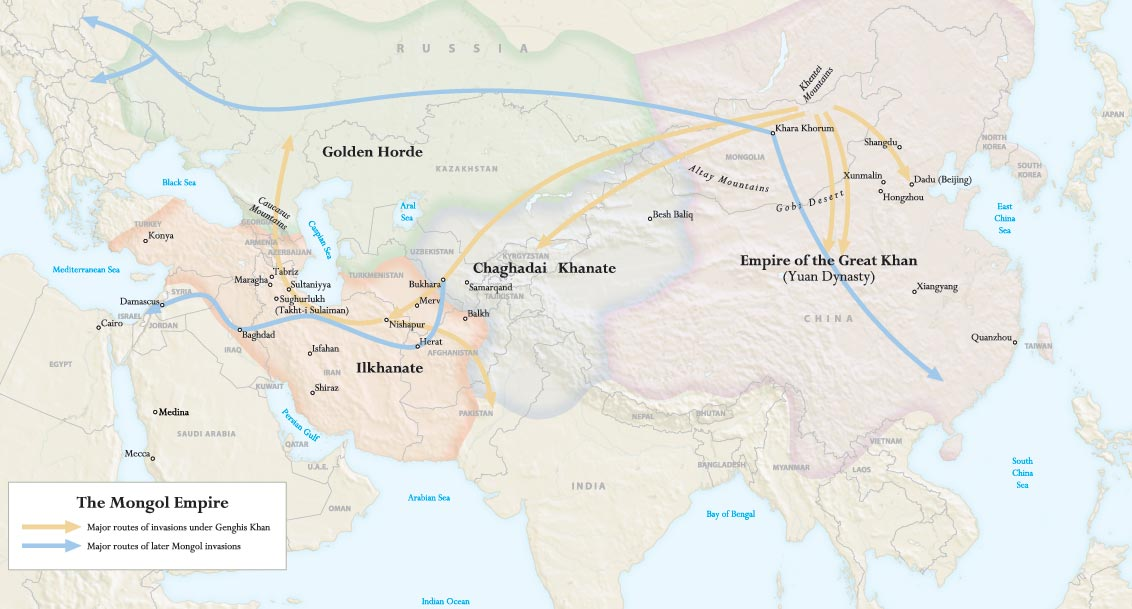
Rotte prese dagli invasori mongoli e dai khanati successori mongoli.

### Esplicative
1. ↑  "Nel medioevo, un esempio famoso anche se controverso è offerto dall'assedio di Caffa (oggi Feodossia in Ucraina/Crimea), avamposto genovese sulla costa del Mar Nero, ad opera dei Mongoli. Nel 1346, l'esercito attaccante subì un'epidemia di peste bubbonica. Il cronista italiano Gabriele de' Mussi, nella sua Istoria de Morbo sive Mortalitate quae fuit Anno Domini 1348, descrive in modo abbastanza plausibile come la peste fosse trasmessa dai Mongoli gettando con catapulte cadaveri infermi nella città assediata, e come le navi trasportando soldati genovesi, pulci e topi in fuga da lì lo portavano nei porti del Mediterraneo. Data l'epidemiologia altamente complessa della peste, questa interpretazione della peste nera (che potrebbe aver ucciso circa 25 milioni di persone negli anni successivi in tutta Europa) come derivante da un'origine specifica e localizzata della peste nera rimane controversa. Allo stesso modo, rimane dubbio che l'effetto del lancio di cadaveri infetti possa essere stata l'unica causa dello scoppio di un'epidemia nella città assediata -  Vincent Barras e Gilbert Greub, History of biological warfare and bioterrorism, in Clinical Microbiology and Infection, vol. 20, n. 6, giugno 2014,  pp. 497-502, DOI:10.1111/1469-0691.12706, PMID 24894605.
2. ↑  Per necessità, i mongoli fecero la maggior parte delle loro conquiste e saccheggi durante le stagioni più calde, quando c'era erba sufficiente per le loro mandrie. [...] Alimentato dall'erba, l'impero mongolo potrebbe essere descritto come alimentato dal sole; era un impero della terra. Gli imperi successivi, come quello britannico, si spostarono via nave ed erano alimentati dal vento, imperi del mare. L'impero americano, se è un impero, funziona a petrolio ed è un impero dell'aria -  Invaders, in The New Yorker, 18 aprile 2005.
3. ↑  Ciò richiedeva l'impiego di ingegneri impegnati in operazioni minerarie, per costruire macchine d'assedio e artiglieria e per inventare e utilizzare ordigni incendiari ed esplosivi. Ad esempio, Hulagu, che guidò le forze mongole in Medio Oriente durante la seconda ondata di invasioni nel 1250, aveva con sé mille squadre di ingegneri, evidentemente di provenienza nord cinese (o forse Khitan) - (EN) Josef W. Meri e Jere L. Bacharach (a cura di), Medieval Islamic Civilization: An Encyclopedia, Vol. II, L–Z, index, Routledge, 2006,  p. 510, ISBN 978-0-415-96690- 0.

### Bibliografiche
1. ↑   The Mongols in World History | Asia Topics in World History, su afe.easia.columbia.edu. URL consultato il 9 ottobre 2019.
2. ↑  (EN) What Was The Deadliest War In History?, su WorldAtlas. URL consultato il 4 febbraio 2019.
3. ↑  (EN) M. White, Atrocities: The 100 deadliest episodes in human history, WW Norton & Company, 2011,  p. 270.
4. ↑  (EN) Robert Tignor [et al.] (a cura di), 11, in Worlds Together, Worlds Apart A History of the World: From the Beginnings of Humankind to the Present, 2.ª ed., 2008,  pp. 472–75 e mappe a pp. 476–77.
5. ↑  (EN) Andrew G. Robertson e Laura J. Robertson, From Asps to Allegations: Biological Warfare in History, in Military Medicine, vol. 160, agosto 1995,  pp. 369-373, DOI:10.1093/milmed/160.8.369, PMID 8524458.
6. ↑  (EN) Rakibul Hasan, Biological Weapons: covert threats to Global Health Security, in Asian Journal of Multidisciplinary Studies, vol. 2, settembre 2014,  pp. 37-46.
7. 1 2  (EN) Neil Pederson, Amy E. Hessl, Nachin Baatarbileg e Nicola Di Cosmo, Pluvials, droughts, the Mongol Empire, and modern Mongolia, in PNAS, vol. 111, n. 12, Università del Texas, 10 marzo 2014, DOI:10.1073/pnas.1318677111.
8. ↑  (EN) Denis Sinor, Western Information on the Kitans and Some Related Questions, in Journal of the American Oriental Society, vol. 115, aprile 1995,  pp. 262-269, DOI:10.2307/604669.
9. ↑  (EN) World Timelines – Western Asia – AD 1250–1500 Later Islamic (archiviato dall'url originale il 2 dicembre 2010).
10. ↑  (EN) Central Asian world cities, University of Washington (archiviato dall'url originale il 18 gennaio 2012).
11. 1 2  (EN) Charles J. Halperin, The Kipchak Connection: The Ilkhans, the Mamluks and Ayn Jalut, in Bulletin of the School of Oriental and African Studies, vol. 63, University of London, 2000,  pp. 229-245, DOI:10.1017/S0041977X00007205.
12. ↑  (EN) Denis Sinor, The Mongols in the West, in Journal of Asian History, vol. 33, 1999,  pp. 1-44.
13. ↑  (EN) Morris Rossabi, China Among Equals: The Middle Kingdom and Its Neighbors, 10th–14th Centuries, University of California Press, 1983,  p. 255, ISBN 978-0-520-04562-0.
14. ↑  (EN) H.H. Howorth, On the Westerly Drifting of Nomades, from the Fifth to the Nineteenth Century. Part III. The Comans and Petchenegs, in The Journal of the Ethnological Society of London, vol. 2, 1870,  pp. 83-95.
15. ↑  (EN) Peter B. Golden, Religion among the Qípčaqs of Medieval Eurasia, in Central Asiatic Journal, vol. 42, 1998,  pp. 180-237.
16. ↑  (EN) Brian Glyn Williams, The Ethnogenesis of the Crimean Tatars. An Historical Reinterpretation, in Journal of the Royal Asiatic Society, vol. 11, 2001,  pp. 329-348, DOI:10.1017/S1356186301000311.
17. ↑  Storia segreta dei Mongoli, cap. 5.
18. ↑  Atwood 2004, p. 502.
19. ↑  (EN) Kumar Singh Nagendra, International Encyclopaedia of Islamic Dynasties, Anmol Publications Pvt. Limited,  p. 271.
20. ↑  Storia degli Yuan.
21. ↑  Atwood 2004, p. 503.
22. ↑  Hucker 1985, p. 66.
23. ↑  (EN) John Masson Jr. Smith, Review: Nomads on Ponies vs. Slaves on Horses, in Journal of the American Oriental Society, vol. 118, n. 1, American Oriental Society, gennaio–marzo 1998,  pp. 54-62, DOI:10.2307/606298.
24. ↑  (EN) BBC Russia Timeline, su BBC News.
25. ↑  (EN) Diana Lary, Chinese Migrations: The Movement of People, Goods, and Ideas over Four Millennia, Rowman & Littlefield, 2012,  p. 49, ISBN 9780742567658.
26. ↑  (EN) Thomas Keywood e Jörg Baten, Elite violence and elite numeracy in Europe from 500 to 1900 CE: roots of the divergence, in Cliometrica, vol. 15, 1º maggio 2021,  pp. 319-389, DOI:10.1007/s11698-020-00206-1.
27. ↑  Taylor 2013, pp. 103 e 120.
28. ↑  Hall 2008, p. 159.
29. ↑  (EN) Jayne Werner, John K. Whitmore e George Dutton, Sources of Vietnamese Tradition, Columbia University Press, 21 agosto 2012, ISBN 9780231511100.
30. ↑  Gunn 2011, p. 112
31. ↑  (EN) Ainslie Thomas Embree e Robin Jeanne Lewis, Encyclopedia of Asian history, Scribner, 1º gennaio 1988, ISBN 9780684189017.
32. ↑  Woodside 1971, p. 8
33. ↑  (EN) Victor Lieberman, Strange Parallels, Studies in Comparative World History, 1, Integration on the Mainland: Southeast Asia in Global Context, c.800–1830, Kindle, 2003, ISBN 978-0521800860.
34. ↑  (EN) Twentieth Century Atlas – Historical Body Count, su necrometrics.com. URL consultato il 4 febbraio 2019.
35. ↑  (EN) Angus Maddison, Chinese Economic Performance in the Long Run, Development Centre Studies, 2007, DOI:10.1787/9789264037632-en, ISBN 978-92-64-03763-2.
36. ↑  (EN) Ping-Ti Ho, An estimate of the total population of Sung-Chin China, Histoire et institutions, n. 1, 1970,  pp. 33-54, DOI:10.1515/9783111542737-007, ISBN 978-3-11-154273-7, OCLC 8159945824.
37. ↑  (EN) Colin McEvedy e Richard M. Jones, Atlas of World Population History, New York, Puffin, 1978,  p. 172, ISBN 9780140510768..
38. ↑  (EN) Graziella Caselli, Gillaume Wunsch e Jacques Vallin, Demography: Analysis and Synthesis, Four Volume Set: A Treatise in Population, Academic Press, 2005,  p. 34, ISBN 0-12-765660-X.
39. ↑  (EN) Mongol Siege of Kaifeng, su Encyclopedia Britannica. URL consultato il 4 febbraio 2019.
40. ↑  (EN) Mark Wheelis, Biological Warfare at the 1346 Siege of Caffa, in Emerging Infectious Diseases, vol. 8, settembre 2002,  pp. 971-975, DOI:10.3201/eid0809.010536, PMID 12194776.
41. ↑  (EN) D.O. Morgan, The Mongol Armies in Persia, in Der Islam, vol. 56, 1979,  pp. 81-96, DOI:10.1515/islm.1979.56.1.81.
42. ↑  (EN) C.J. Halperin, Russia and the Golden Horde: the Mongol impact on medieval Russian history, vol. 445, Indiana University Press, 1987.

### Fonti
- (MN) Монголын Нууц Товчоо (Mongolyn Nuuc Tovčoo) [Storia segreta dei Mongoli], 1240. ed.  Sergei Kozin (a cura di), Storia segreta dei Mongoli, traduzione di M. Olsùfieva, Guanda, 2021  [1988], ISBN 9788823525818.
- (LA) Giovanni da Pian del Carpine, Historia Mongalorum, post-1247.
- (AR) Rashid al-Din Hamadani, Jami' al-tawarikh, XIV secolo. ed. (EN) Rashid al-Din Hamadani, The Successors of Genghis Khan, traduzione di John Andrew Boyle, Columbia University Press, 1971.

### Studi
In italiano
- E.D. Phillips, L'impero dei Mongoli, Newton Compton, 1979  [1969].

In altre lingue
- (EN) C.P. Atwood, Encyclopedia of Mongolia and the Mongol Empire, Facts on File, 2004, ISBN 978-0816046713.
- (EN) George Lane, Daily Life in the Mongol Empire, Greenwood Publishing Group, 2006  [1952].
- (EN) George Lane, Genghis Khan and Mongol Rule, Westport, Greenwood, 2004.
- (EN) Timothy May, The Mongol Conquests in World History, Londra, Reaktion Books, 2012, ISBN 9781861899712.
- (EN) David Morgan, The Mongols, Wiley-Blackwell, 1986, ISBN 0-631-17563-6.
- (EN) David Nicolle, The Mongol Warlords, Brockhampton Press, 1998.
- (EN) Morris Rossabi, The Mongols and Global History, nuova ed., W W Norton & Co Inc, 2011, ISBN 978-0393927115.
- (EN) J.J. Saunders, The History of the Mongol Conquests, Routledge & Kegan Paul Ltd, 1971, ISBN 0-8122-1766-7.
- (EN) Stephen Turnbull, Genghis Khan and the Mongol Conquests 1190–1400, Osprey Publishing, 2003, ISBN 978-1-84176-523-5.
- (EN) Jack Weatherford, Genghis Khan and the Making of the Modern World, Three Rivers Press, 2005, ISBN 978-0-609-80964-8.